# Нусхи (посёлок станции)
Нусхи́ — посёлок станции в Амурском районе Хабаровского края. Входит в состав Санболинского сельского поселения.

## География
Посёлок Нусхи расположен на железнодорожной линии Волочаевка II — Комсомольск-на-Амуре между пос. 147 км и пос. Сельгон.

## Население
| 2002 | 2010 | 2011 | 2012 | 2021 |
| ---- | ---- | ---- | ---- | ---- |
| 11   | ↘9   | →9   | →9   | ↘2   |